# 小瑜
小瑜（Alpeo，10月20日—），香港簡約娛樂旗下的女歌手。小瑜畢業於溫哥華Pacific Audio Visual Institute的音乐及录音技术学系，之後於香港及澳门从事娱乐事业的幕後工作，曾担任GEM演唱会的出品人。2012年放下幕後工作，簽約唱片公司，之後推出了個人的首张EP《Black》、得到「新城劲爆海外新人」，亦在主演的微电影「不日上钓」，獲得「香港心2012短片創作大賽」優異獎，同時微電影更入圍澳門影展。2014年約滿香港公司後離開便去了國內發展，除了得到國內多位dj賞識外，亦勇奪多個音樂獎項。同年，亦回歸了澳門樂壇。2013年，小瑜大力推動澳門音樂，更幫助有夢想的後輩爭取機會。現時，小瑜已是唱片公司高層行政人員，及Vip音樂榜共同創辦人。

## 音樂作品

### EP
- 2012年11月26日《Black》

1. 黑武士
2. 白兔
3. 灰完愛
4. 戀愛地圖（雷安娜合唱）

### 未出碟歌曲
- 一塌糊塗
- 掙扎 (彭湘淇合唱)
- 月桂之約 (陳鈺芸合唱)
- 保質期 (國語)
- 氧氣
- 妳
- 暑假回憶 (Feat.小鳴)
- 小姐一位

## 派台歌曲成績
| 派台歌曲成績 | 派台歌曲成績 | 派台歌曲成績 | 派台歌曲成績 | 派台歌曲成績 | 派台歌曲成績 | 派台歌曲成績 |
| ------------ | ------------ | ------------ | ------------ | ------------ | ------------ | ------------ |
| 大碟         | 歌曲         | 903          | RTHK         | 997          | TVB          | 備註         |
| 2012年       |              |              |              |              |              |              |
| Black        | 黑武士       | -            | -            | -            | -            |              |
| Black        | 灰完愛       | -            | -            | 11           | -            |              |
| 2013年       |              |              |              |              |              |              |
|              | 掙扎         | -            | -            | -            | -            | 彭湘淇合唱   |

| 903 | RTHK | 997 | TVB | 備註              |
| 0   | 0    | 0   | 0   | 四台冠軍歌總數：0 |

（*）表示仍在榜上

## 所獲獎項
2012年
- 微電影《不日上釣，又名:溝女？唔駛用劍0既》獲得香港心2012短片創作優異獎
- 新城勁爆海外歌手獎

2013
- 华語金曲新人獎《白兔》

2014
- 华語金曲填詞新人獎《月桂之約》
- 华語金曲最佳k歌獎《保質期》

## 演出
2012年
- 蔡楓華呈心演唱會
- 你想點唱…音樂會
- EMCEE for MEP Lounge X T.C. Entertaining Group Music Festival
- 澳門新業誠集團晚宴
- Love Christmas 愛.聖誕慈善義賣會

2013年
- “活著就是美麗”「正能量」School Tour ~馬陳端喜紀念中學
- “活著就是美麗”「正能量」School Tour 啟動禮
- Casablanca Annual Dinner
- “活著就是美麗”「正能量」School Tour ~香海正覺蓮社佛教梁植偉中學
- LiveTube 音樂會
- nana x 小瑜音樂會

## 外部連結
- 小瑜的Facebook專頁
- 小瑜的新浪微博
- 微電影《溝女？唔駛用劍0既》 （页面存档备份，存于）
- Honger Music YouTube Channel （页面存档备份，存于）